# Chiesa di San Bartolomeo (Ledro)
La chiesa di San Bartolomeo è la parrocchiale di Tiarno di Sotto della frazione di Ledro, nella Valle di Ledro.

## Storia

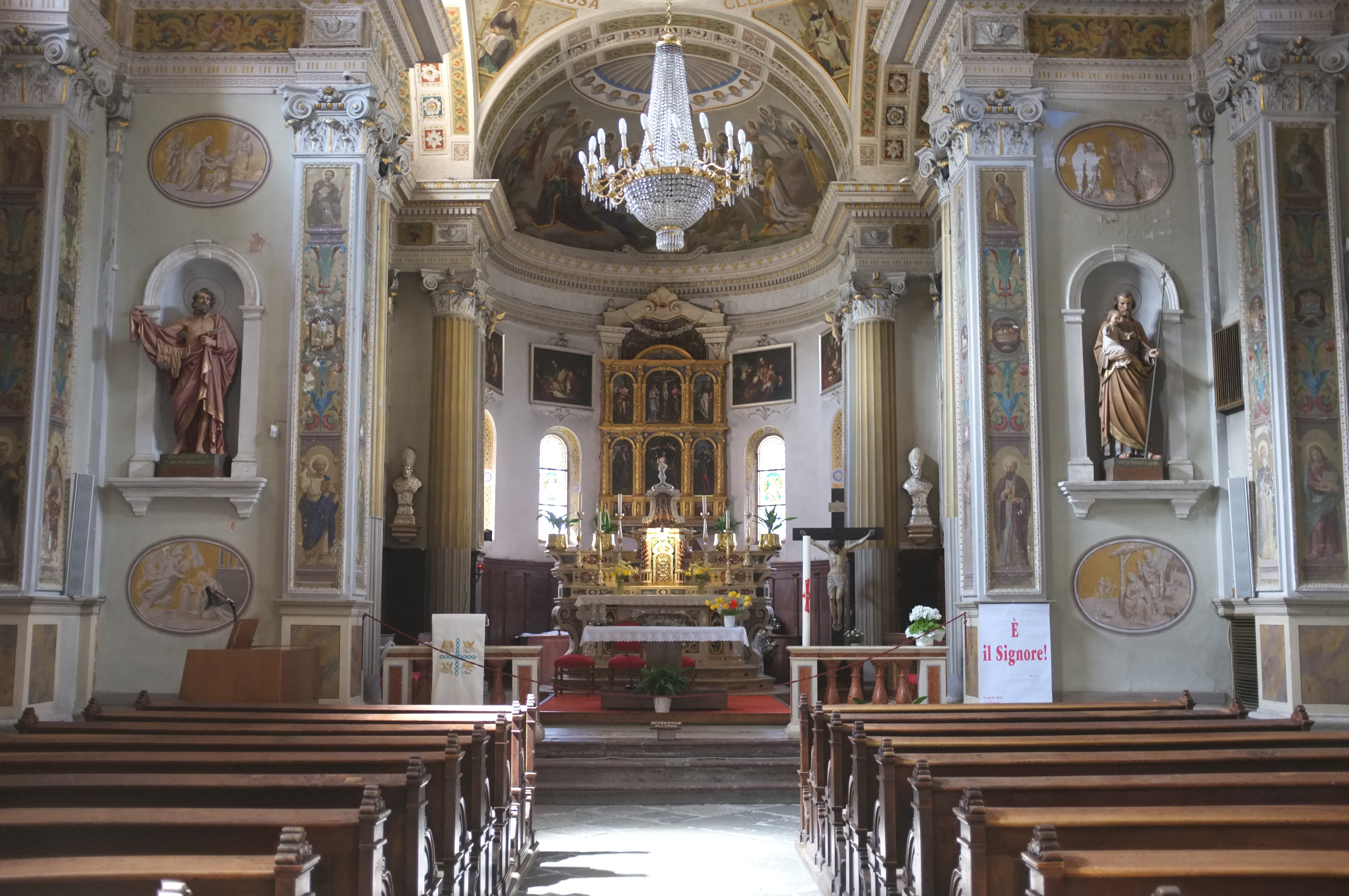
Interno

Una prima cappella dedicata a San Bartolomeo a Tiarno di Sotto venne costruita attorno al XII secolo e venne poi citata su un documento in riferimento ad un sacerdote che officiava nel paese, il 12 luglio 1236. Tale primo edificio religioso venne consacrato nel 1572 dal vescovo suffraganeo Fra Albertino.

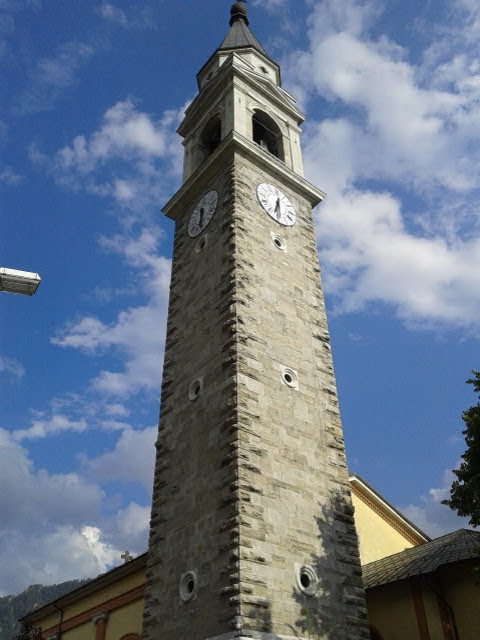
Torre campanaria della chiesa di San Bartolomeo.

Il secolo successivo la cappella venne notevolmente ampliata e tali lavori vennero certamente conclusi prima della visita pastorale del principe vescovo di Trento Sigismondo Alfonso Thun, avvenuta il 22 maggio 1671. Nuovi lavori di restauro ed ampliamento si ebbero all'inizio del XIX secolo, quando venne mutato l'orientamento dell'edificio e questo comportò l'abbattimento della precedente facciata, sostituita da quella moderna, e la costruzione di un nuovo presbiterio. Seguirono nuovi importanti lavori poco dopo la metà dello stesso secolo, quando venne eretto anche il campanile.
Nel corso del XXI secolo sono stati realizzati lavori di restauro che hanno riguardato in particolare la torre campanaria. Nel 2004 è stato costruito l'organo da Andrea Zeni di Tesero.

## Descrizione
La facciata è orientata a ovest, si presenta in stile classico con un frontone triangolare semplice. La chiesa è a navata unica e tutto l'interno è abbellito da una ricca decorazione.
Il polittico cinquecentesco dell'altar maggiore che ha la funzione di pala raffigura la Madonna con Bambino, in alto c'è la Crocefissione e lateralmente e sotto San Bartolomeo e San Giorgio. L'altare è completato da altre opere con la Visitazione, la Natività, l'Adorazione dei Magi e la Presentazione di Gesù al tempio,. 
Le porte secondarie della chiesa sono arricchite da altre opere: l'Ultima Cena, attribuita a Romano Valambrini e la Discesa dello Spirito santo attribuita a Ignazio Unterbergher. Gli altari laterali conservano decorazioni a mosaico seicentesche e settecentesche.
La Chiesa di San Bartolomeo è quella maggiormente decorata dal pittore Agostino Aldi.
L'importanza delle opere artistiche conservate nella chiesa di Tiarno di Sotto è stata sottolineata nell'agosto del 2019 da una visita notturna di Vittorio Sgarbi, presidente del Museo d'arte moderna e contemporanea di Trento e Rovereto.